# 番町

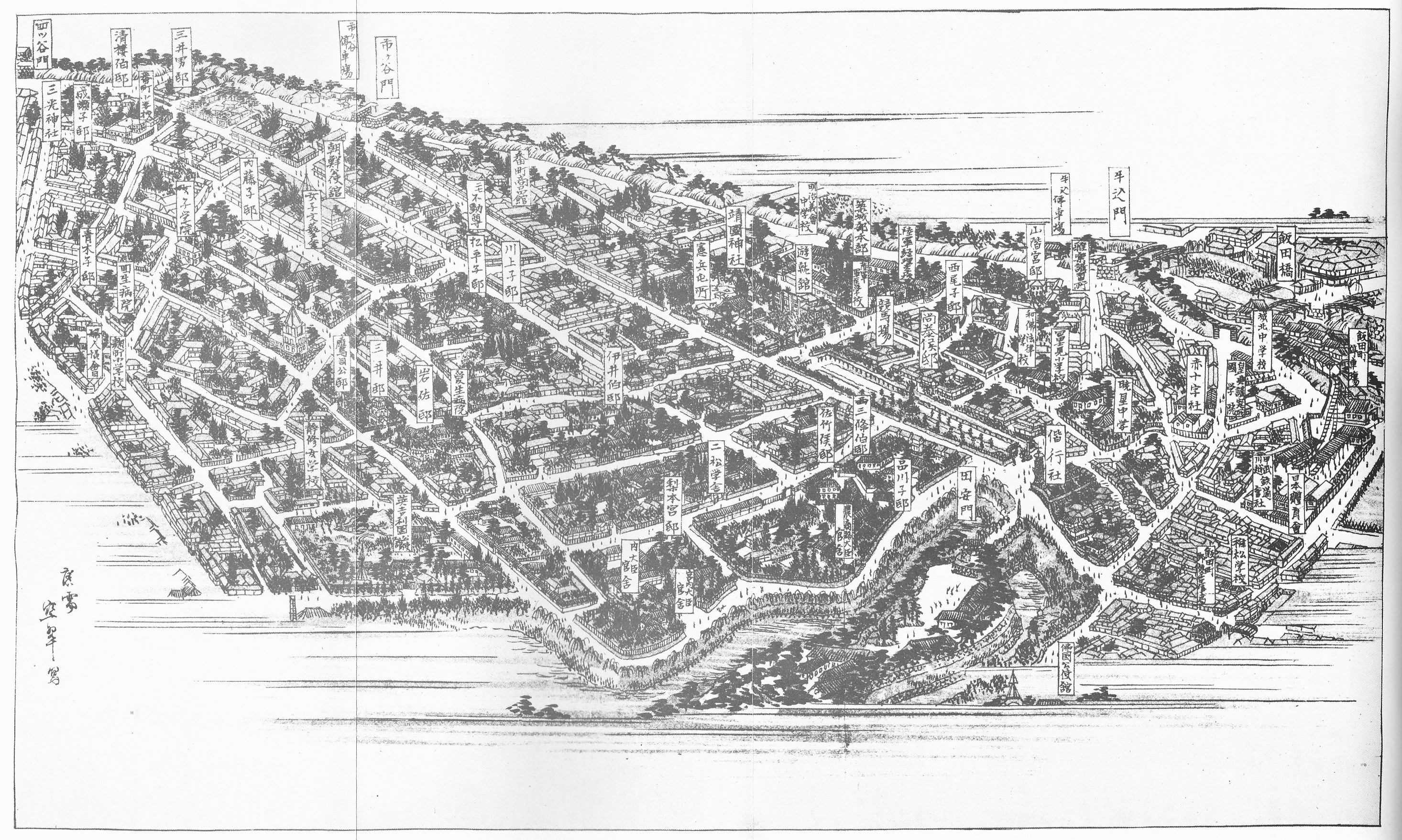
番町總圖（《風俗画報》177号「東京名所圖会・麴町区之部中」插圖，1898年）

番町（日语：／ Banchō）是日本東京都千代田区的地域之一，主要指一番町至六番町的町。
番町位在皇居之西。南邊是新宿通，北邊是靖國通，東端是半藏濠至牛込見附，西端是東日本旅客鐵道中央本線通過的舊江戶城外濠（跡）。明治初期，四番町的大半作為富士見町獨立，昭和初期的街區改正後，新設九段（南北三、四丁目）從番町地域分立。
番町是山之手的代表住宅地之一，除靖國通、二七通及麴町通以外幾無集中的商业街，是都心高級住宅街的代表。地域內有許多有歷史的名門學校。如今大邸宅幾乎不存，廣大的敷地轉變成為公寓和辦公大樓。

## 歷史
江戶時代的旗本之中，直接警護將軍的稱作大番組，大番組的住所被稱作番町。大番組設立之初，由一番組至六番組所構成，就是現在一番町至六番町的由來。但是，江戶時代的大番組番號和現在的町目區劃不一致。因為近代以降，番町的區劃被多次改編，造成番町的數字順序大幅度更換，例如，現在的三番町是原本的一番町。
番町全域大致上都是日枝神社的氏子區域（現在的九段南北二丁目、富士見是築土神社的氏子區域）。

## 町名
- 一番町
- 二番町

- 三番町
- 四番町

- 五番町
- 六番町

- 九段（南北二・三・四丁目）

- 富士見 (千代田區)（富士見町）

## 關連項目
- 番町皿屋敷
- 千代田區立番町小學校
- 高級住宅區
- 番町政策研究所

## 脚注
1. ↑  『江戶砂子』巻一

## 外部連結
- まちづくり・環境 > 番町地域